# Батлертаун (Мериленд)
Батлертаун (енгл. Butlertown) насељено је место без административног статуса у америчкој савезној држави Мериленд.

## Демографија
По попису из 2010. године број становника је 505.
| Група             | 2000.    | 2010.       |
| Белци             | 0 (0,0%) | 188 (37,2%) |
| Афроамериканци    | 0 (0,0%) | 292 (57,8%) |
| Азијати           | 0 (0,0%) | 2 (0,4%)    |
| Хиспаноамериканци | 0 (0,0%) | 5 (1,0%)    |
| Укупно            | 0        | 505         |